# Jonathan Orozco
Jonathan Emmanuel Orozco Domínguez (Monterrey, Nuevo León, México; 12 de mayo de 1986) es un exfutbolista mexicano que se desempeñaba como portero, multicampeón con el Monterrey y el Santos Laguna fue debutado por Miguel Herrera en 2005.

## Trayectoria

### Club de Fútbol Monterrey

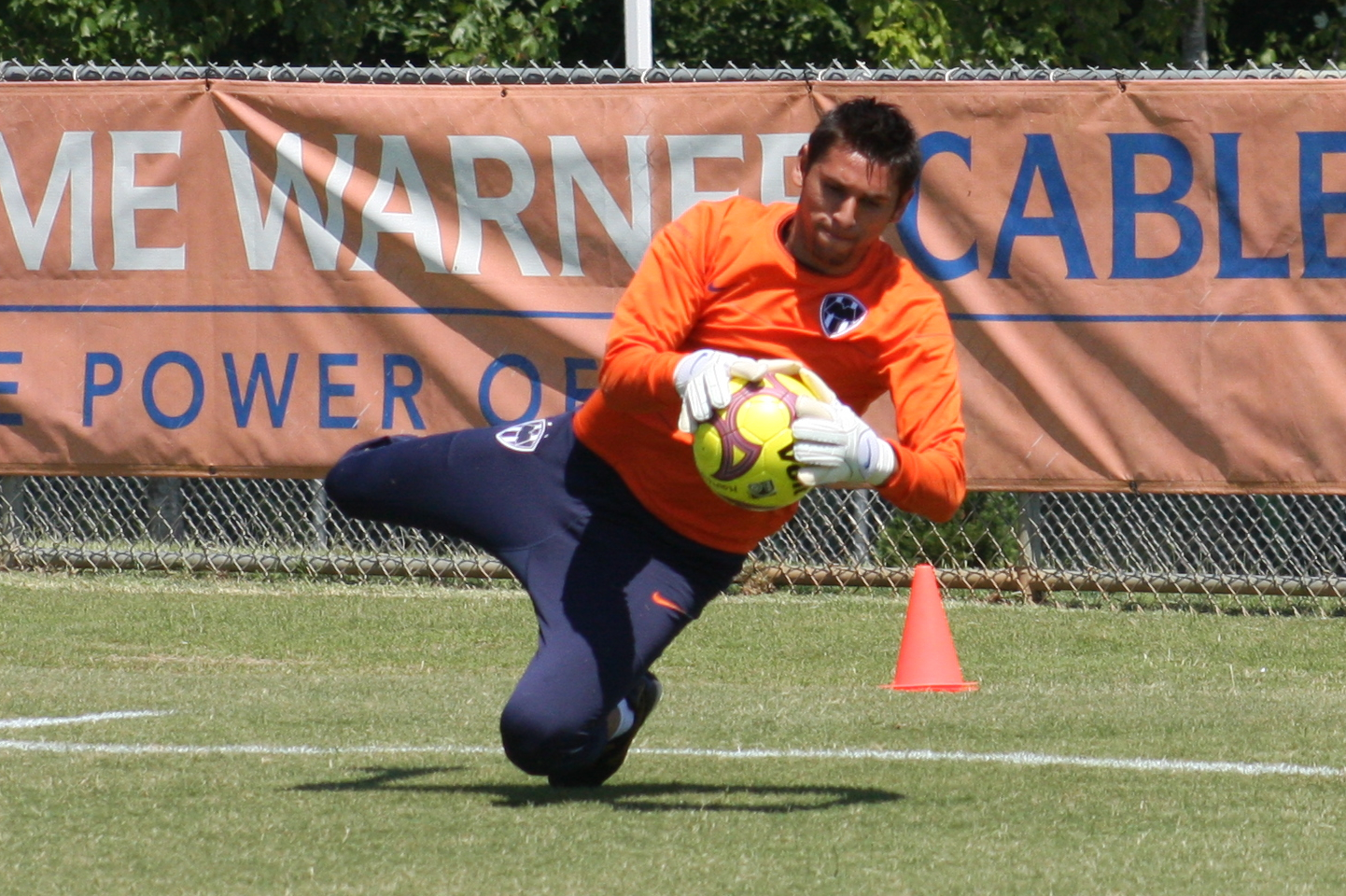
Jonathan Orozco en un entrenamiento con Monterrey.

En 1996, a la edad de 10 años, llegó a las fuerzas básicas del Club de Fútbol Monterrey. En enero de 2005 fue enviado a préstamo con las Cobras de Ciudad Juárez, equipo que era filial de Monterrey. Debutó con el club fronterizo el 5 de marzo en un empate sin goles contra Alacranes de Durango. Tras debutar se hizo de la titularidad y al final terminó el torneo con 11 participaciones. Para el siguiente torneo regresó con Monterrey a petición de Miguel Herrera, director técnico del equipo regiomontano.
Con los Rayados logró su debut en primera división el 13 de agosto de 2005, jugó todo el partido en la victoria de su equipo por marcador de 1-0 ante Atlas Fútbol Club. Tuvo su segunda participación 10 jornadas después, en el empate a un gol contra el Club Necaxa. En su torneo debut fue subcampeón del Apertura 2005 al perder la final contra el Deportivo Toluca. Disputó la titularidad de la portería con Christian Martínez durante 3 años hasta que este último no fue inscrito para el Apertura 2009.
En su primer torneo como titular se consagró campeón al derrotar a Cruz Azul en la final por marcador global de 6-4, además, recibió el balón de oro al mejor portero del torneo. A inicio del 2010 logró el campeonato de la InterLiga 2010. En el Apertura 2010, fue nuevamente campeón, esta vez al derrotar al Club Santos Laguna en la final por marcador global de 5-3.
Obtuvo su primer título internacional al derrotar al Real Salt Lake en la final de la Concacaf Liga Campeones 2010-11. Al final del Clausura 2011 recibió por segunda ocasión el balón de oro al mejor portero del torneo. Las siguientes dos temporadas consiguió de manera consecutiva los títulos de la Concacaf Liga Campeones, al derrotar en ambas finales al Santos Laguna, proclamándose tricampeón del torneo internacional. El 3 de octubre de 2012 se convirtió en el portero con más minutos jugados en la historia de Monterrey al superar los 16,388 minutos jugados que tenía Gregorio Cortés.
En agosto de 2015 ganó la Copa Eusébio al derrotar al Sport Lisboa e Benfica 3-0 en la inauguración del Estadio BBVA Bancomer. El torneo Clausura 2016 terminó como subcampeón al perder la final como local ante el Club de Fútbol Pachuca. Debido a lesiones que lo aquejaban antes de empezar el Apertura 2016, fue puesto transferible por Monterrey y contrataron a Alexander Domínguez en su lugar, pero Orozco no fue negociado y se mantuvo un torneo más en la institución.

### Club Santos Laguna
El 2 de diciembre de 2016 se hace oficial su traspaso al Club Santos Laguna después de permanecer durante un poco más de 20 años en Monterrey. El 7 de enero de 2017 debutó con Santos en el empate a 0 como visitantes ante Tigres. Disputó su primer liguilla con el equipo durante el Torneo Clausura 2017, donde fue eliminado en cuartos de final por el Deportivo Toluca. El 20 de mayo se coronó campeón del Torneo Clausura 2018 al derrotar en la final a Toluca por marcador global de 3-2.
El 8 de marzo de 2019 cumplió 400 en primera división en un partido contra Veracruz que terminó empatado a dos goles.

### Club Tijuana
Para el Apertura 2020 llega al equipo de Club Tijuana Xoloitzcuintles de Caliente de la mano de Pablo Guede.
Al terminar su travesía con los Xolos, se mantendría sin equipo hasta que el 16 de febrero de 2024 anunciaría su retiro del fútbol profesional.

## Selección nacional

### Categorías inferiores
Fue convocado por Humberto Grondona para participar en la Copa Mundial de Fútbol Sub-17 de 2003, Orozco no tuvo participación en la competencia y México fue eliminado en cuartos de final por la selección de Argentina. 5 años después fue nuevamente llamado, esta vez por Hugo Sánchez para disputar el Preolímpico de Concacaf de 2008. Orozco no tuvo participación a lo largo de la competencia y México fue eliminado en fase de grupos.

### Selección absoluta
El 20 de septiembre de 2008, Sven-Göran Eriksson lo convocó por primera vez a la selección de México en lugar de José de Jesús Corona, quien sufrió de varicela. Un año y medio después, el 24 de febrero de 2010, fue debutado por Javier Aguirre en un partido amistoso ante Bolivia, con victoria de México por marcador de 5-0.
Fue incluido en la lista preliminar de José Manuel de la Torre para disputar la Copa Oro 2011, pero fue descartado de la lista definitiva. Un mes después, Jesús Corona fue suspendido de la selección y Orozco fue llamado en su lugar para participar en la Copa Oro. Fue relegado como tercer portero, quedando atrás de Guillermo Ochoa y Alfredo Talavera y no tuvo participación en el torneo, pero de igual forma logró el campeonato al derrotar a la selección de Estados Unidos.
El 5 de octubre de 2012 fue llamado a al selección en lugar de Guillermo Ochoa quien tuvo problemas migratorios. Disputó su primer partido de eliminatoria mundialista el 12 de octubre, en la victoria de México 5-0 sobre Guyana.
Participó de nueva cuenta en la Copa Oro, esta vez en su edición del 2013. Fue el arquero titular de la selección y México fue eliminado en semifinales por Panamá.
El 8 de abril de 2015 fue convocado tras dos años de ausencia, en esta ocasión por parte de Miguel Herrera, para el amistoso contra la selección de Estados Unidos. Ese mismo año participó en su tercera Copa Oro, fue suplente y logró el título del torneo al derrotar en la final a Jamaica. De la misma forma fue convocado para disputar la Copa Concacaf 2015 en donde México derrotó a Estados Unidos y obtuvo la clasificación a la Copa FIFA Confederaciones 2017.
El 25 de enero de 2018 fue convocado por Juan Carlos Osorio para disputar un partido amistoso ante Bosnia y Herzegovina en el cual no tuvo participación. Un año después es nuevamente convocado, ahora por Gerardo Martino, para dos partidos amistosos contra las selecciones de Chile y Paraguay, pero debido a una lesión no pudo participar en los encuentros. El 9 de mayo se anunció su convocatoria para participar en la Copa de Oro de la Concacaf 2019. El 5 de junio vuelve a disputar un partido con la selección después de cinco años, jugó todo el partido en la victoria de México ante Venezuela por marcador de 3-1. El 23 del mismo mes jugó ante Martinica en un partido de la Copa Oro que terminó a favor de México con resultado de 2-3. México resultó campeón del torneo y Orozco consiguió su tercer título de Copa Oro.

## Estadísticas
Actualizado al último partido jugado el 3 de octubre de 2022.

### Clubes
| C. F. Cobras · México |               |               |     |     |    |    |    |     |     |     |
| 2.ª | 2005          | 11            | 15  | -   | -  | -  | -  | 11  | 15  |     |
| Total club | Total club    | 11            | 15  | 0   | 0  | 0  | 0  | 11  | 15  |     |
| C. F. Monterrey · México |               |               |     |     |    |    |    |     |     |     |
| 1.ª | 2005-06       | 3             | 4   | 4   | 6  | -  | -  | 7   | 10  |     |
| 1.ª | 2006-07       | 13            | 16  | 2   | 3  | -  | -  | 15  | 19  |     |
| 1.ª | 2007-08       | 18            | 27  | 2   | 1  | -  | -  | 20  | 28  |     |
| 1.ª | 2008-09       | 21            | 34  | -   | -  | -  | -  | 21  | 34  |     |
| 1.ª | 2009-10       | 40            | 38  | 2   | 1  | 4  | 5  | 46  | 44  |     |
| 1.ª | 2010-11       | 39            | 46  | -   | -  | 9  | 6  | 48  | 52  |     |
| 1.ª | 2011-12       | 39            | 45  | -   | -  | 13 | 12 | 52  | 57  |     |
| 1.ª | 2012-13       | 35            | 46  | -   | -  | 9  | 7  | 44  | 53  |     |
| 1.ª | 2013-14       | 30            | 40  | 1   | 1  | 1  | 2  | 32  | 43  |     |
| 1.ª | 2014-15       | 35            | 48  | 2   | 3  | -  | -  | 37  | 51  |     |
| 1.ª | 2015-16       | 35            | 53  | 3   | 3  | -  | -  | 38  | 56  |     |
| 1.ª | 2016          | 10            | 11  | -   | -  | 1  | 3  | 11  | 14  |     |
| Total club | Total club    | 318           | 408 | 16  | 18 | 37 | 35 | 371 | 461 |     |
| C. Santos Laguna · México |               |               |     |     |    |    |    |     |     |     |
| 1.ª | 2017          | 18            | 23  | 4   | 5  | -  | -  | 22  | 28  |     |
| 1.ª | 2017-18       | 38            | 50  | 1   | 4  | -  | -  | 39  | 54  |     |
| 1.ª | 2018-19       | 31            | 36  | 1   | 2  | 5  | 9  | 37  | 47  |     |
| 1.ª | 2019-20       | 27            | 41  | 1   | 2  | -  | -  | 28  | 43  |     |
| Total club | Total club    | 114           | 150 | 7   | 13 | 5  | 9  | 126 | 172 |     |
| C. Tijuana · México |               |               |     |     |    |    |    |     |     |     |
| 1.ª | 2020-21       | 32            | 43  | 2   | 2  | -  | -  | 34  | 45  |     |
| 1.ª | 2021-22       | 27            | 38  | -   | -  | -  | -  | 27  | 38  |     |
| 1.ª | 2022-23       | 17            | 30  | -   | -  | -  | -  | 17  | 30  |     |
| Total club | Total club    | 76            | 111 | 2   | 2  | 0  | 0  | 78  | 113 |     |
| Total carrera | Total carrera | Total carrera | 495 | 642 | 24 | 31 | 42 | 44  | 588 | 759 |
| (1)Incluye datos de la Copa México, Interliga (2006, 2007, 2008, 2010) y Campeón de Campeones (2017-18) (2)Incluye datos de la Copa Libertadores de América (2010), Concacaf Liga de Campeones (2010-11, 2011-12, 2012-13, 2016-17) y Copa Mundial de Clubes de la FIFA (2011, 2012, 2013) |               |               |     |     |    |    |    |     |     |     |

### Selecciones
| Competición                           | Categoría | Sede                                 | Resultado        | PJ | G |
| ------------------------------------- | --------- | ------------------------------------ | ---------------- | -- | - |
| Copa Mundial de Fútbol Sub-17 de 2003 | Sub-17    | Finlandia                            | Cuartos de final | 0  | 0 |
| Preolímpico de Concacaf de 2008       | Sub-23    | Estados Unidos                       | Primera fase     | 0  | 0 |
| Copa de Oro de la Concacaf 2011       | Absoluta  | Estados Unidos                       | Campeón          | 0  | 0 |
| Copa de Oro de la Concacaf 2013       | Absoluta  | Estados Unidos                       | Semifinal        | 4  | 4 |
| Eliminatorias Mundialistas 2014       | Absoluta  | Norteamérica, Centroamérica y Caribe | Clasificado      | 1  | 0 |
| Copa de Oro de la Concacaf 2015       | Absoluta  | Estados Unidos                       | Campeón          | 0  | 0 |
| Copa Concacaf 2015                    | Absoluta  | Estados Unidos                       | Campeón          | 0  | 0 |
| Copa de Oro de la Concacaf 2019       | Absoluta  | Estados Unidos                       | Campeón          | 1  | 2 |
| Amistosos                             | Absoluta  | –                                    | –                | 2  | 1 |
| Total                                 | –         | –                                    | –                | 8  | 7 |

### Resumen estadístico
| Competencia                | Partidos | Goles |
| -------------------------- | -------- | ----- |
| Liga                       | 385      | -496  |
| Copas nacionales           | 20       | -23   |
| Copas internacionales      | 37       | -35   |
| Selección de México        | 10       | -4    |
| Selección de México Sub-23 | 0        | 0     |
| Total                      | 448      | -558  |

## Palmarés

### Campeonatos nacionales
| Título  | Equipo        | País   | Año  |
| ------- | ------------- | ------ | ---- |
| Liga MX | Monterrey     | México | 2009 |
| Liga MX | Monterrey     | México | 2010 |
| Liga MX | Santos Laguna | México | 2018 |

### Campeonatos internacionales
| Título                           | Equipo              | País                    | Año     |
| -------------------------------- | ------------------- | ----------------------- | ------- |
| InterLiga                        | Monterrey           | Estados Unidos          | 2010    |
| Liga de Campeones de la Concacaf | Monterrey           | Zona Concacaf           | 2010-11 |
| Copa Oro de la Concacaf          | Selección de México | Estados Unidos          | 2011    |
| Liga de Campeones de la Concacaf | Monterrey           | Zona Concacaf           | 2011-12 |
| Liga de Campeones de la Concacaf | Monterrey           | Zona Concacaf           | 2012-13 |
| Copa Oro de la Concacaf          | Selección de México | Estados Unidos · Canadá | 2015    |
| Copa Concacaf                    | Selección de México | Estados Unidos          | 2015    |
| Copa Oro de la Concacaf          | Selección de México | Estados Unidos          | 2019    |

### Campeonatos amistosos
| Título       | Equipo    | País   | Año  |
| ------------ | --------- | ------ | ---- |
| Copa Eusébio | Monterrey | México | 2015 |

### Distinciones individuales
| Distinción                                                     | Año    |
| -------------------------------------------------------------- | ------ |
| Balón de Oro al Mejor Portero de la Primera División de México | A-2009 |
| Balón de Oro al Mejor Portero de la Primera División de México | C-2011 |